# سيجا واو
سيجا وأو (بالإنجليزية:Sega Wow) كانت شركة يابانية متخصصة في تطوير ألعاب الفيديو وهي تابعة لشركة سيجا تأسست عام 2003 وتوقفت عام 2004.

## من إصداراتها
- قولدن اكس (لعبة فيديو) (1989)